# Spilogona pubiceps
Spilogona pubiceps este o specie de muște din genul Spilogona, familia Muscidae. A fost descrisă pentru prima dată de Stein în anul 1911. Conform Catalogue of Life specia Spilogona pubiceps nu are subspecii cunoscute.